# Antonio Veracini
Pour les articles homonymes, voir Veracini (famille).
Antonio Veracini (Florence, 17 janvier 1659 - Florence, 24 octobre 1745) est un violoniste et un compositeur italien de musique baroque de la fin du XVIIe et du début du XVIIIe siècle des plus appréciés de son temps.

## Biographie
Veracini est né à Florence, dans le Grand-Duché de Toscane. Il était le fils aîné de Francesco di Niccolò Veracini, un violoniste réputé qui dirigeait une école de musique et auprès duquel Antonio apprit à jouer du violon. Il vécut à Florence, au service de la grande-duchesse Vittoria.

## Œuvres
- Ses oratorios, composés pour de nombreuses églises, ont tous été perdus.
- Sonate a tre, due Violino, e Violone o Arciluto col Basso per l'organo op. 1, Florenz, Navesi 1692
- Sonate da Chiesa a Violino, e Violoncello, o Basso op. 2, Amsterdam, Roger (reprod.)
- Sonate (10) da camera, a Violino e Violone, o Arciluto, col Basso per il Cembalo op. 3 (consacrate al Serenissimo Principe Gio : Gastone di Toscana), Modena 1696, Fortuniano Rosati.

## Sources